# Артур Візлі
Артур Візлі (англ. Arthur Weasley; 6 лютого 1950) — вигаданий персонаж серії романів про Гарі Поттера. Голова родини Візлі.

## Біографія
Працює в Міністерстві Магії, у відділі з обмеження застосування чарів до винаходів маґлів. Обожнює маґлів, вважає їх кумедними, а також небайдужий до їхніх винаходів і щосили експериментує із зачаруванням цих винаходів, використовуючи ним же придуману лазівку в законі, незважаючи на виникаючі на цьому ґрунті конфлікти з дружиною. Він тримав удома літаючий форд «Англія» — доти, поки його молодший син Рон разом із Гаррі Поттером не полетіли на ньому в Гоґвортс через запізнення на поїзд і не розбили його. Машина втратила керування і врізалася в Гримучу Вербу; хлопці понесли суворе покарання, а сам форд помчав у Заборонений Ліс. До того ж, летючу машину бачили маґли, й Артура чекав розгляд на роботі. 
Як він сам говорив, колекціонує штепселі, найкращий подарунок для нього на Різдво — набір маґлівських викруток, а заповітна мрія — дізнатися, як літаку вдається триматися в повітрі і не падати.
Завдяки своєму захопленню маґлами заробив певних недоброзичливців у Міністерстві, які вважають маґлів нижчими істотами (Луціус Мелфой, наприклад). Однак разом з тим багато колеги його цінують і поважають за чесність, порядність і добродушність. Не боїться висловити свою думку. Бабуся Невілла Лонґботома відгукувалася про батьків Візлі як про винятково гідних людей.
Був у Єгипті разом з іншими Візлі. У романі Гаррі Поттер і в'язень Азкабану Артур попереджав Гаррі, щоб він не шукав самостійно Сіріуса Блека.
Був важко поранений у п'ятій книзі, лікувався у лікарні Святого Мунго.
У шостій книзі очолив Сектор виявлення та конфіскації підроблених захисних заклинань і оберегів, де під його керівництвом працювали 10 осіб. 
Член Ордену Фенікса. У сьомій книзі полагодив мотоцикл Сіріуса Блека для перевезення Гаррі в Барліг.

## Походження
|                          |                          |                          |                          |                          |                          |  |  |              |              |              |              |                |                |                |                |                |                |                |                |                |                |               |               |               |               |             |             |               |               |               |               |               |               |             |             |                 |                 |                 |                 |                 |                 |               |               |               |               |               |               |               |               |               |               |               |               |
|                          |                          |                          |                          |                          |                          |  |  |              |              |              |              |                |                |                |                |                |                |                |                |                |                |               |               |               |               |             |             |               |               |               |               |               |               |             |             |                 |                 |                 |                 |                 |                 |               |               |               |               |               |               |               |               |               |               |               |               |
|                          |                          |                          |                          |                          |                          |  |  |              |              |              |              |                |                |                |                |                |                |                |                |                |                |               |               |               |               |             |             |               |               |               |               |               |               |             |             |                 |                 |                 |                 |                 |                 |               |               |               |               |               |               |               |               |               |               |               |               |
|                          |                          |                          |                          |                          |                          |  |  |              |              |              |              |                |                |                |                |                |                |                |                |                |                |               |               |               |               |             |             |               |               |               |               |               |               |             |             |                 |                 |                 |                 |                 |                 |               |               |               |               |               |               |               |               |               |               |               |               |
|                          |                          |                          |                          |                          |                          |  |  |              |              |              |              | Септимус Візлі | Септимус Візлі | Септимус Візлі | Септимус Візлі | Септимус Візлі | Септимус Візлі |                |                | Цедрелла Блек  | Цедрелла Блек  | Цедрелла Блек | Цедрелла Блек | Цедрелла Блек | Цедрелла Блек |             |             | Містер Превет | Містер Превет | Містер Превет | Містер Превет | Містер Превет | Містер Превет |             |             | Ігнатіус Превет | Ігнатіус Превет | Ігнатіус Превет | Ігнатіус Превет | Ігнатіус Превет | Ігнатіус Превет |               |               | Лукреція Блек | Лукреція Блек | Лукреція Блек | Лукреція Блек | Лукреція Блек | Лукреція Блек |               |               |               |               |
|                          |                          |                          |                          |                          |                          |  |  |              |              |              |              | Септимус Візлі | Септимус Візлі | Септимус Візлі | Септимус Візлі | Септимус Візлі | Септимус Візлі |                |                | Цедрелла Блек  | Цедрелла Блек  | Цедрелла Блек | Цедрелла Блек | Цедрелла Блек | Цедрелла Блек |             |             | Містер Превет | Містер Превет | Містер Превет | Містер Превет | Містер Превет | Містер Превет |             |             | Ігнатіус Превет | Ігнатіус Превет | Ігнатіус Превет | Ігнатіус Превет | Ігнатіус Превет | Ігнатіус Превет |               |               | Лукреція Блек | Лукреція Блек | Лукреція Блек | Лукреція Блек | Лукреція Блек | Лукреція Блек |               |               |               |               |
|                          |                          |                          |                          |                          |                          |  |  |              |              |              |              |                |                |                |                |                |                |                |                |                |                |               |               |               |               |             |             |               |               |               |               |               |               |             |             |                 |                 |                 |                 |                 |                 |               |               |               |               |               |               |               |               |               |               |               |               |
|                          |                          |                          |                          |                          |                          |  |  |              |              |              |              |                |                |                |                |                |                |                |                |                |                |               |               |               |               |             |             |               |               |               |               |               |               |             |             |                 |                 |                 |                 |                 |                 |               |               |               |               |               |               |               |               |               |               |               |               |
| Містер та Місіс Делякури | Містер та Місіс Делякури | Містер та Місіс Делякури | Містер та Місіс Делякури | Містер та Місіс Делякури | Містер та Місіс Делякури |  |  | Біліус Візлі | Біліус Візлі | Біліус Візлі | Біліус Візлі | Біліус Візлі   | Біліус Візлі   |                |                | «Містер Візлі» | «Містер Візлі» | «Містер Візлі» | «Містер Візлі» | «Містер Візлі» | «Містер Візлі» |               |               | Артур Візлі   | Артур Візлі   | Артур Візлі | Артур Візлі | Артур Візлі   | Артур Візлі   |               |               | Молі Превет   | Молі Превет   | Молі Превет | Молі Превет | Молі Превет     | Молі Превет     |                 |                 | Ґідеон Превет   | Ґідеон Превет   | Ґідеон Превет | Ґідеон Превет | Ґідеон Превет | Ґідеон Превет |               |               | Фабіан Превет | Фабіан Превет | Фабіан Превет | Фабіан Превет | Фабіан Превет | Фабіан Превет |
| Містер та Місіс Делякури | Містер та Місіс Делякури | Містер та Місіс Делякури | Містер та Місіс Делякури | Містер та Місіс Делякури | Містер та Місіс Делякури |  |  | Біліус Візлі | Біліус Візлі | Біліус Візлі | Біліус Візлі | Біліус Візлі   | Біліус Візлі   |                |                | «Містер Візлі» | «Містер Візлі» | «Містер Візлі» | «Містер Візлі» | «Містер Візлі» | «Містер Візлі» |               |               | Артур Візлі   | Артур Візлі   | Артур Візлі | Артур Візлі | Артур Візлі   | Артур Візлі   |               |               | Молі Превет   | Молі Превет   | Молі Превет | Молі Превет | Молі Превет     | Молі Превет     |                 |                 | Ґідеон Превет   | Ґідеон Превет   | Ґідеон Превет | Ґідеон Превет | Ґідеон Превет | Ґідеон Превет |               |               | Фабіан Превет | Фабіан Превет | Фабіан Превет | Фабіан Превет | Фабіан Превет | Фабіан Превет |
|                          |                          |                          |                          |                          |                          |  |  |              |              |              |              |                |                |                |                |                |                |                |                |                |                |               |               |               |               |             |             |               |               |               |               |               |               |             |             |                 |                 |                 |                 |                 |                 |               |               |               |               |               |               |               |               |               |               |               |               |
|                          |                          |                          |                          |                          |                          |  |  |              |              |              |              |                |                |                |                |                |                |                |                |                |                |               |               |               |               |             |             |               |               |               |               |               |               |             |             |                 |                 |                 |                 |                 |                 |               |               |               |               |               |               |               |               |               |               |               |               |
| Габріель Делякур         | Габріель Делякур         | Габріель Делякур         | Габріель Делякур         | Габріель Делякур         | Габріель Делякур         |  |  | Флер Делякур | Флер Делякур | Флер Делякур | Флер Делякур | Флер Делякур   | Флер Делякур   |                |                | Білл Візлі     | Білл Візлі     | Білл Візлі     | Білл Візлі     | Білл Візлі     | Білл Візлі     |               |               | Персі Візлі   | Персі Візлі   | Персі Візлі | Персі Візлі | Персі Візлі   | Персі Візлі   |               |               |               |               |             |             |                 |                 |                 |                 | Рон Візлі       | Рон Візлі       | Рон Візлі     | Рон Візлі     | Рон Візлі     | Рон Візлі     |               |               |               |               |               |               |               |               |
| Габріель Делякур         | Габріель Делякур         | Габріель Делякур         | Габріель Делякур         | Габріель Делякур         | Габріель Делякур         |  |  | Флер Делякур | Флер Делякур | Флер Делякур | Флер Делякур | Флер Делякур   | Флер Делякур   |                |                | Білл Візлі     | Білл Візлі     | Білл Візлі     | Білл Візлі     | Білл Візлі     | Білл Візлі     |               |               | Персі Візлі   | Персі Візлі   | Персі Візлі | Персі Візлі | Персі Візлі   | Персі Візлі   |               |               |               |               |             |             |                 |                 |                 |                 | Рон Візлі       | Рон Візлі       | Рон Візлі     | Рон Візлі     | Рон Візлі     | Рон Візлі     |               |               |               |               |               |               |               |               |
|                          |                          |                          |                          |                          |                          |  |  |              |              |              |              |                |                |                |                |                |                |                |                |                |                |               |               |               |               |             |             |               |               |               |               |               |               |             |             |                 |                 |                 |                 |                 |                 |               |               |               |               |               |               |               |               |               |               |               |               |
|                          |                          |                          |                          |                          |                          |  |  |              |              |              |              |                |                |                |                |                |                |                |                |                |                |               |               |               |               |             |             |               |               |               |               |               |               |             |             |                 |                 |                 |                 |                 |                 |               |               |               |               |               |               |               |               |               |               |               |               |
|                          |                          |                          |                          |                          |                          |  |  |              |              |              |              | Вікторія Візлі | Вікторія Візлі | Вікторія Візлі | Вікторія Візлі | Вікторія Візлі | Вікторія Візлі |                |                | Чарлі Візлі    | Чарлі Візлі    | Чарлі Візлі   | Чарлі Візлі   | Чарлі Візлі   | Чарлі Візлі   |             |             | Фред Візлі    | Фред Візлі    | Фред Візлі    | Фред Візлі    | Фред Візлі    | Фред Візлі    |             |             | Джордж Візлі    | Джордж Візлі    | Джордж Візлі    | Джордж Візлі    | Джордж Візлі    | Джордж Візлі    |               |               | Джіні Візлі   | Джіні Візлі   | Джіні Візлі   | Джіні Візлі   | Джіні Візлі   | Джіні Візлі   |               |               |               |               |